# Revival (album, Eminem)
Revival je deváté studiové album amerického rappera Eminema. vydáno bylo 15. prosince 2017 společnostmi Aftermath Entertainment, Shady Records a Interscope Records. Včetně Eminema se na něm podílelo celkem sedmnáct producentů. První singl z alba, nazvaný „Walk on Water“, byl představen již 10. listopadu 2017. Na albu se jako hosté podíleli například Beyoncé, Ed Sheeran, Alicia Keys a Pink.

## Seznam skladeb
1. Walk on Water – 5:03
2. Believe – 5:15
3. Chloraseptic – 5:01
4. Untouchable – 6:10
5. River – 3:41
6. Remind Me (Intro) – 0:26
7. Remind Me – 3:45
8. Revival (Interlude) – 0:51
9. Like Home – 4:05
10. Bad Husband – 4:47
11. Tragic Endings – 4:12
12. Framed – 4:13
13. Nowhere Fast – 4:24
14. Heat – 4:09
15. Offended – 5:20
16. Need Me – 4:25
17. In Your Head – 3:02
18. Castle – 4:14
19. Arose – 4:34